# Hermann Wolfgang von Waltershausen
Hermann Wolfgang Sartorius Freiherr von Waltershausen (* 12. Oktober 1882 in Göttingen; † 13. August 1954 in München) war ein deutscher Komponist, Dirigent, Musikpädagoge und Musikschriftsteller.

## Leben
Hermann Wolfgang Sartorius von Waltershausen, Sohn des Nationalökonomen August Sartorius von Waltershausen (1852–1938) und dessen Ehefrau Charlotte geb. Freiin von Kapherr, entstammte einer Familie, die auf den Historiker Georg Friedrich Sartorius zurückgeht, welcher 1827 als Freiherr von Waltershausen in den erblichen Adelsstand erhoben wurde. Den Nachnamensteil Sartorius verwendete Hermann Wolfgang von Waltershausen zeitlebens kaum.
Waltershausen wuchs in Straßburg auf, nachdem seine Familie von Göttingen dorthin übergesiedelt war. Im Kindesalter litt er unter einem schlechten Gesundheitszustand. Infolge einer Erkrankung an Lymphogranulomatose mussten ihm als Neunjährigem der rechte Arm und das rechte Bein amputiert werden. Sein Ziel, Musiker zu werden, gab er aber nicht auf und erarbeitete sich mit der linken Hand eine Klaviertechnik, die es ihm unter Zuhilfenahme des Pedals ermöglichte, das Fehlen der rechten Hand nahezu auszugleichen. Auch hielt ihn seine Behinderung später nicht davon ab, als Dirigent aufzutreten.
Waltershausen begann seine musikalischen Studien noch in Straßburg bei Marie-Joseph Erb (1858–1944). Ab 1901 lebte er in München, wo er sich in Musiktheorie und Komposition bis 1907 bei Ludwig Thuille weiterbildete. Zwischen 1905 und 1915 studierte er zudem Klavier bei August Schmid-Lindner. 1917 gründete er ein Praktisches Seminar für Musikstudierende, dem sich 1933 die Gründung eines Seminars für Privatmusiklehrer anschloss. Diese zunächst privaten Veranstaltungen wurden 1948 in das staatlich genehmigte Waltershausen-Seminar umgewandelt. Mit seinen Seminaren wurde Waltershausen zu einem der einflussreichsten Musikpädagogen Münchens. Zu seinen bekanntesten Schülern zählen u. a. Eugen Jochum, Fritz Büchtger, Ernst Kutzer und Wilhelm Killmayer.
1920 wurde Waltershausen zum Professor und stellvertretenden Direktor der Münchner Akademie der Tonkunst ernannt, 1923 zum Direktor und stellvertretenden Akademiepräsidenten befördert. Daneben war er Programmberater des Bayerischen Rundfunks. 1933 ließ sich Waltershausen in den vorzeitigen Ruhestand versetzen und widmete sich als privater Musiklehrer wieder hauptsächlich der Arbeit in seinen Seminaren.
1927 hatte Waltershausen die Komponistin Philippine Schick (1893–1970) geheiratet, die zuvor einige Jahre lang seine Schülerin gewesen war. Der Ehe entstammte die 1928 geborene Tochter Lore. 1932 ließ Philippine Schick sich von ihrem Mann scheiden, da er ihrem eigenen künstlerischen Schaffen zu wenig Freiraum ließ. Daraufhin heiratete Waltershausen 1933 die Pianistin Caroline Strößner (1900–1974), ebenfalls eine seiner Schülerinnen. Diese Ehe blieb kinderlos.
Hermann Wolfgang von Waltershausen starb 1954 an den Folgen eines Schlaganfalls. Seine musikpädagogische Arbeit wurde von seiner Frau Caroline weitergeführt. Den Nachlass des Komponisten verwahrt die Münchner Stadtbibliothek.

## Kompositorisches Schaffen
Das überlieferte Werk Hermann Wolfgang von Waltershausens ist verhältnismäßig klein. Ein Teil seiner Kompositionen wurde im Zweiten Weltkrieg zerstört, wovon die Lücken in der Reihe der Opuszahlen zeugen. Stilistisch ist es der Spätromantik zuzuordnen. Unter seinen Zeitgenossen schätzte Waltershausen besonders Hans Pfitzner und Richard Strauss. Wie diese sah auch er sich in der Tradition Richard Wagners, was sich auch darin zeigt, dass er sich die Libretti seiner Opern selbst schrieb.
Waltershausens Frühwerk besteht vor allem aus Opern und Liedern. Hervorzuheben ist hier die Oper Oberst Chabert, nach dem gleichnamigen Werk von Honoré de Balzac, die nach ihrer Uraufführung 1912 zum erfolgreichsten Werk des Komponisten wurde und sich mehrere Jahre lang auf wichtigen Bühnen im In- und Ausland halten konnte. In den 1920er Jahren wendete Waltershausen sich der Komposition großer Orchesterwerke zu, von denen besonders die Apokalyptische Symphonie und die Krippenmusik Beachtung fanden. Nach der Vollendung seiner letzten Oper Die Gräfin von Tolosa 1936 beendete der Komponist sein künstlerisches Schaffen und schrieb nur noch vereinzelt kontrapunktische Stücke zu Studienzwecken für seine Schüler.
Nach Waltershausens Tod gerieten seine Werke weitgehend in Vergessenheit. Sie sind bislang wenig erforscht. Im März 2010 stellte die Deutsche Oper Berlin Waltershausens Musiktragödie Oberst Chabert mit großem Erfolg bei Publikum und Presse zur Diskussion.

## Musikliterarisches Werk
Das Hauptaugenmerk des Musikschriftstellers Waltershausen lag auf der Gattung der Oper. Neben mehreren Studien zu vereinzelten Werken verfasste er ein umfangreiches Werk zur Operndramaturgie, das aber nie veröffentlicht wurde.
Ähnlich wie Hans Pfitzner trat auch Waltershausen als Gegner der atonalen Musik auf, die er in seinem Buch über Strauss als „ehrliche[n] und vollkommene[n] Ausdruck der Charakterdestruktion unserer Zeit“ bezeichnete. Daneben glaubte er, dass jedes Volk einen eigenen musikalischen Charakter auspräge, der mit dem anderer Völker nicht vereinbar sei. Entsprechend brachte er zwar der Musik ausländischer (Claude Debussy, Giacomo Puccini) und jüdischstämmiger Komponisten (Gustav Mahler, Franz Schreker) Respekt entgegen, empfahl deren Werke jedoch für „germanische“ Tonsetzer nicht zur Nachahmung. Obwohl in seiner Musikanschauung durchaus Parallelen zum späteren Gedankengut der Nationalsozialisten bestanden, vertrug sich Waltershausen mit diesen schlecht. Der zunehmende NS-Einfluss bestärkte ihn auch, sich 1933 vorzeitig pensionieren zu lassen.
Neben Schriften zur Musik verfasste Waltershausen auch belletristische Werke, von denen nur ein Band mit Gedichten in den Druck gelangte.

## Ehrungen
- 1922 Ehrendoktor der Johann Wolfgang Goethe-Universität Frankfurt am Main

## Werke

### Kompositionen

#### Bühnenwerke
(alle Libretti vom Komponisten)
- Else Klapperzehen, Musikalische Komödie in 2 Aufzügen (1907, UA Dresden 1909)
- Oberst Chabert, Musiktragödie in 3 Aufzügen frei nach Honoré de Balzacs Comtesse à deux maris op. 10 (1910, UA Frankfurt/Main 18. Januar 1912)
- Richardis, Romantische Oper in 3 Akten op. 14 (1914, UA Karlsruhe 1915)
- Die Rauhensteiner Hochzeit, Oper in 3 Akten op. 17 (1918, UA Karlsruhe 1919)
- Die Gräfin von Tolosa, Oper in 2 Teilen bzw. 7 Bildern (1932–36, UA Bayerischer Rundfunk München 1958, bisher szenisch unaufgeführt)

#### Orchesterwerke
- Apokalyptische Symphonie c-Moll op. 20 (1924)
- Hero und Leander, Sinfonische Dichtung op. 22 (1925; auch: Symphonie Nr. 2 E-Dur)
- Krippenmusik für Cembalo und Kammerorchester op. 23 (1926)
- Orchesterpartita über drei geistliche Gesänge op. 24 (1928)
- Lustspiel-Ouvertüre C-Dur op. 26 (1930)
- Passions- und Auferstehungsmusik op. 27 (1932)

#### Vokalkompositionen
- Zwei Lieder für hohe Stimme und Klavier (1913)
- Acht Gesänge für hohe Stimme und Orchester op. 11 (1913)
- Sieben Gesänge, ein Liederkreis nach Ricarda Huch für hohe Frauenstimme und Klavier op. 12 (1913)
- Drei weltgeistliche Lieder für hohen Sopran und kleines Orchester op. 13 (1913)
- Cophtisches Lied für Bariton und Klavier op. 15 (1914)
- Alkestis, Melodram für Sprecher, Chöre und Orchester op. 25 (1929)
- Die Wunder der Julnächte für zweistimmigen Kinderchor und ein Tasteninstrument (1934)

#### Klavier- und Kammermusik
- Streichquartett e-Moll op. 16 (1915)
- Polyphone Studien op. 21 für Klavier (1921)
- kleinere kontrapunktische Studienwerke (Kanons, Fugen)

### Schriften
- Musikalische Stillehre in Einzeldarstellungen:
  - Band 1, Die Zauberflöte, eine operndramaturgische Studie (1920)
  - Band 2, Das Siegfried-Idyll oder die Rückkehr zur Natur (1920)
  - Band 3, Der Freischütz, ein Versuch über die musikalische Romantik (1920)
  - Band 4, Orpheus und Eurydike, eine operndramaturgische Studie (1923)
- Richard Strauss, ein Versuch (1921)
- Musik, Dramaturgie, Erziehung. Gesammelte Aufsätze (1926)
- Dirigentenerziehung (1929)
- Gedichte aus den Jahren 1930–1934 (1934)
- Die Kunst des Dirigierens (1942)
- Lebenserinnerungen (unveröffentlicht)
- Dramaturgie der Oper (unveröffentlicht)
- mehrere Aufsätze für Musikzeitschriften
- 8 unveröffentlichte Dramen

## Nachlass
Der schriftliche Nachlass von Hermann Wolfgang von Waltershausen, umfassend über 3.000 Briefe, 140 Manuskripte und weitere Unterlagen, wird im Literaturarchiv der Monacensia in München verwahrt.